# مقاطعة جيف ديفيس (جورجيا)
مقاطعة جيف ديفيس (بالإنجليزية: Jeff Davis County)‏ هي إحدى المقاطعات في ولاية جورجيا في الولايات المتحدة الأمريكية.